# Vis a vis en Hawai
Vis a vis en Hawai es una obra de teatro de José Luis Alonso de Santos, estrenada en 1992.

## Argumento
En la cárcel de Carabanchel, un recluso, antiguo alto ejecutivo espera la llegada de su pareja para mantener relaciones sexuales en la sala al efecto, que ha bautizado como Hawai. La mujer es en realidad una prostituta contratada por los amigos del preso. En sus encuentros, se irán descubriendo las interioridades de una y otro. Sus identidades y cómo acabaron en escenarios tan sórdidos.

## Estreno
- Teatro Infanta Isabel, Madrid, 7 de octubre de 1992.
  - Dirección: Gerardo Malla.
  - Intérpretes: Joaquín Kremel, Julia Torres, Fernando Ransanz.